# 上強羅駅
上強羅駅（かみごうらえき）は、神奈川県足柄下郡箱根町強羅にある小田急箱根鋼索線（箱根登山ケーブルカー）の駅である。駅番号はOH 61。

## 歴史
- 1921年（大正10年）12月1日：早雲館駅として開業。
- 1944年（昭和19年）2月11日：不要不急路線となり営業休止。
- 1950年（昭和25年）7月1日：営業再開。
- 1951年（昭和26年）5月1日：上強羅駅（2代）に改称。

## 駅構造

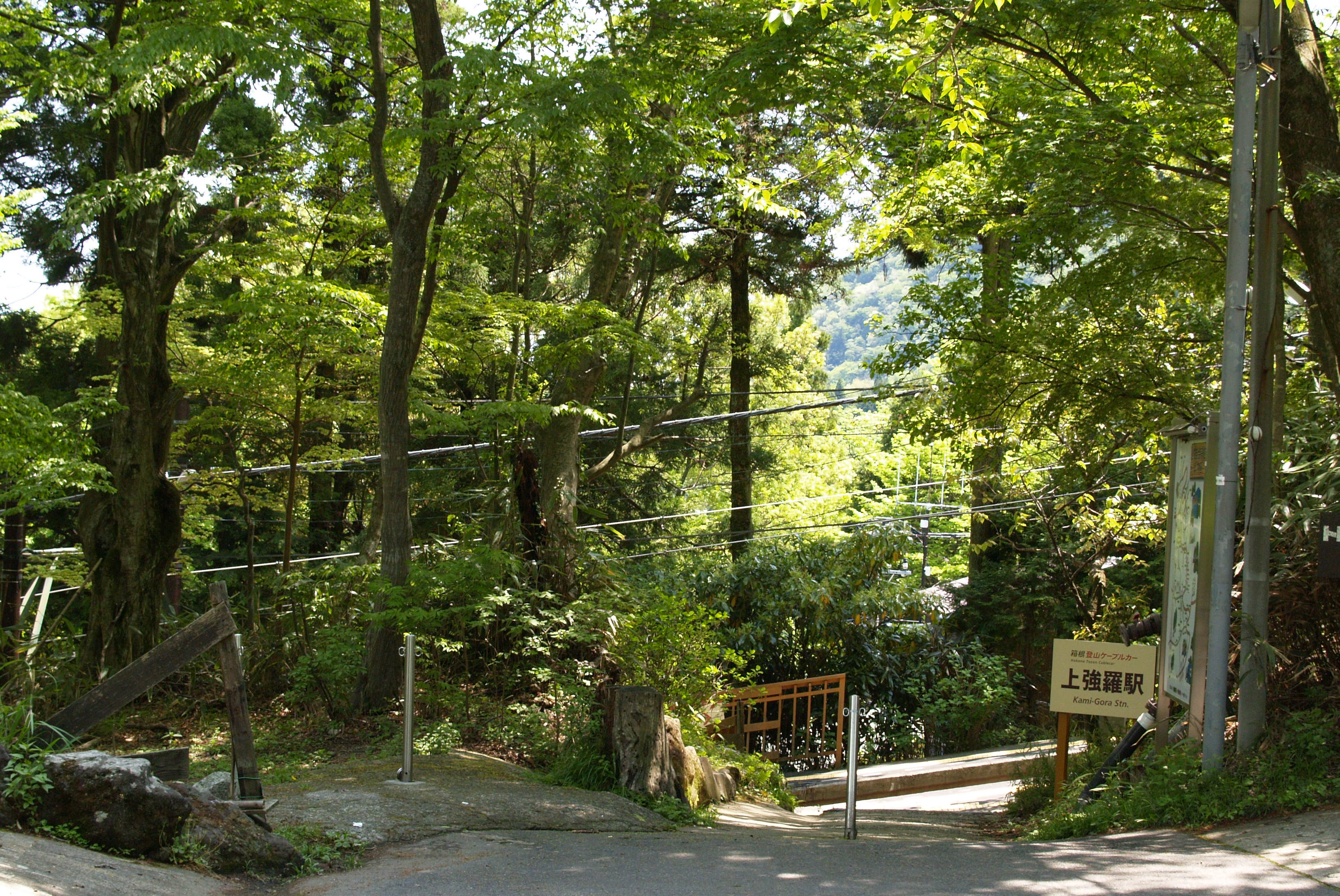
駅入口（2009年5月）

相対式ホーム2面1線を有する地上駅。急斜面の場所であるがホームは階段状でなくスロープとなっている。線路の両側にホームがあり、停車したケーブルカーは両側の扉を開ける。両ホーム間を行き来する通路や付近を横断する道路はないため、線路の反対側へ渡る場合は停車中のケーブルカーの車内を通り抜けることになる。
無人駅であり、自動券売機はなく乗車駅証明書発券機が設置してある。早雲山駅がすぐ近くに望める。
なお、箱根登山鉄道の表示看板やパンフレットでは各駅の標高が示されており、かつては717 mと表記されていたが、2013年の再調査で703 mに訂正されている。

## 利用状況
2008年度の1日平均乗車人員は40人である。近年の推移は下記の通り。
| 年度               | 1日平均 乗車人員 | 出典    |
| ------------------ | ---------------- | ------- |
| 1998年（平成10年） | 86               | [ * 1 ] |
| 1999年（平成11年） | 80               | [ * 2 ] |
| 2000年（平成12年） | 75               | [ * 2 ] |
| 2001年（平成13年） | 67               | [ * 3 ] |
| 2002年（平成14年） | 43               | [ * 3 ] |
| 2003年（平成15年） | 37               | [ * 4 ] |
| 2004年（平成16年） | 36               | [ * 4 ] |
| 2005年（平成17年） | 36               | [ * 5 ] |
| 2006年（平成18年） | 39               | [ * 5 ] |
| 2007年（平成19年） | 39               | [ * 6 ] |
| 2008年（平成20年） | 40               | [ * 6 ] |

## 駅周辺
当駅の周辺は温泉保養所数軒がある程度で、それ以外の旅館・ホテルは駅からやや離れた位置にある。交走式ケーブルカーの特性上、公園下駅を設置した関係で設置せざるを得なかったともいえる。ただし、近年は公園下駅の利用者が極端に減ったため、公園下駅よりも利用者が多くなっている。
- 強羅茶寮
- ホテルグリーンプラザ強羅
- ハイアットリージェンシー箱根リゾート&スパ

## 隣の駅
小田急箱根
 鋼索線（箱根登山ケーブルカー）
中強羅駅 (OH 60) - 上強羅駅 (OH 61) - 早雲山駅 (OH 62)